# 堀沢周安
堀沢 周安（ほりさわ ちかやす、1869年2月18日 - 1941年4月14日）は日本の作詞家、教育者。名前は「しゅうあん」と音読される場合もある。号は鹿峡（ろくきょう）。

## 経歴
明治2年1月8日（西暦1869年2月18日）、尾張国丹羽郡善師野村（現在の愛知県犬山市）に生まれる。犬山城下稲置村の丹羽葉栗第一番高等小学校を卒業した後、尋常小学校の教員手伝いを経て1891年（明治24年）に上京、東京国語伝習所（大成高等学校の前身校）で上田萬年に師事して国文学を学んだ。
卒業後は長野県や北海道、香川県、愛媛県で旧制中学校や高等女学校の教員を務め、特に香川・愛媛の両県で校歌や市町村歌を多数作詞した。旧制三豊中学校（現在の香川県立観音寺第一高等学校）の校長職に在った1921年（大正10年）、大阪市が3代目市庁舎落成を記念して公募した「大阪市歌」で応募作が一等入選する。
1941年（昭和16年）4月14日、香川県仲多度郡善通寺町（現在の善通寺市）の自宅で死去。享年73（満72歳没）。かつて旧制大洲中学校（現在の愛媛県立大洲高等学校）教員として在職していた縁で、大洲市冨士山に文部省唱歌「田舎の四季」の歌碑が建てられている。

## 作品
- 田舎の四季（文部省唱歌）
- 明治節（作曲：杉江秀）

### 自治体歌
- 大阪市歌（作曲：中田章）
- 高松市歌・その二（作曲：岡野貞一）
- 丸亀市歌（作曲：福喜多鎮雄）
- 坂出市歌（作曲：杉江秀）[4]
- 多度津町歌（作曲：末沢信夫）

### 校歌
- 高松第一高等学校校歌（作曲：船橋栄吉）
- 香川県立坂出商業高等学校校歌（作曲:室崎琴月）
- 愛媛県立大洲高等学校（作曲：鈴木重太郎）
- 丸亀市立城北小学校校歌(作曲：佐野覚三郎)
- 香川県立盲学校校歌（作曲：小比賀虎雄）
- 札幌大谷中学校・高等学校校歌（作曲：福井直秋）
- 名古屋市立旗屋小学校校歌（作曲：永井幸次）
- 扶桑町立山名小学校校歌（作曲：井上武士）
- 高松市立塩江小学校校歌（作曲：末沢信夫）
- 高松市立亀阜小学校校歌(作曲:鈴木武五郎)
- 善通寺市立中央小学校校歌（作曲：陸軍戸山学校）
- 旧制丸亀中学校校歌「日嗣の皇子」(作曲：若狭万次郎)
- 旧制丸亀高等女学校校歌「讃岐の富士の」（作曲：若狭万次郎）
- 旧制立三豊中学校校歌（作曲：若狭萬次郎）